# Волевковский сельсовет
Волевковский сельсовет (бел. Валяўко́ўскі сельсаве́т) — административная единица на территории Дубровенского района Витебской области Беларуси. Административный центр — агрогородок Орловичи.

## История
Центром сельсовета являлась д. Сазоновка, с 10.3.1954 — д. Ляды (с переименованием сельсовета), с 6.9.1960 — д. Волевки (с переименованием сельсовета). 22.3.1990 центр сельсовета перенесён в д. Орловичи.
Названия:
- Сазоновский сельский Совет депутатов трудящихся
- с 10.3.1954 — Ляднянский сельский Совет депутатов трудящихся
- с 16.9.1960 — Волевковский сельский Совет депутатов трудящихся
- с 7.10.1977 — Волевковский сельский Совет народных депутатов
- с 15.3.1994 — Волевковский сельский Совет депутатов.

Административная подчинённость:
- в Дубровенском районе
- с 25.12.1962 — в Оршанском районе
- с 6.1.1965 — в Дубровенском районе.

## Состав
Волевковский сельсовет включает 22 населённых пункта:
- Александрия — деревня.
- Алексейки — деревня.
- Бель — деревня.
- Борствиново — деревня.
- Волевки — деревня.
- Горельки — деревня.
- Золотовичи — деревня.
- Калиновка — агрогородок.
- Козьяны — деревня.
- Коробки — деревня.
- Котовщина — деревня.
- Кротики — деревня.
- Лавки — деревня.
- Ляды — агрогородок.
- Маслино — деревня.
- Михалиново — деревня.
- Михеевка — деревня.
- Орловичи — агрогородок.
- Паценьки — деревня.
- Ростково — деревня.
- Русаны — деревня.
- Сазоновка — деревня.